# トッサポン・ラーテート
トッサポン・ラーテート（英: Todsapol Lated、タイ語: ทศพล ลาเทศ、1989年7月17日 - ）は、タイ・ラーチャブリー出身のサッカー選手。元タイ代表。ポジションはディフェンダー。

## 来歴

### クラブ
2011年、ムアントン・ユナイテッドFCへ加入した。

## タイトル

### クラブ
ムアントン・ユナイテッドFC
- タイ・プレミアリーグ：1回 (2012)

 タイ・ポートFC
- タイ・リーグカップ：1回 (2010)
- タイFAカップ：1回 (2019)